# Abaiara
Abaiara est une ville brésilienne du sud de l'État du Ceará.
Sa population était estimée à 10 227 habitants en 2007. La municipalité s'étend sur 180 km2.